# 菅原洋介
菅原洋介（すがわら ようすけ、1983年9月25日 - ）は、北海道江別市出身の日本の元プロバスケットボール選手、兵庫県警察官である。現役時代のポジションはポイントガード・シューティングガード。

## 来歴
北海道江別市出身。4歳でバスケットボールを始める。江別市立中央中学校を卒業後、東海大四高に進学。早稲田大学進学後は主将を務め、卒業後、ABAのサンノゼ・スカイロケッツに入団。
2007年、JBL主催のトライアウトに参加。レラカムイ北海道に第1号選手として入団。ヘッドコーチの東野智弥の方針でトヨタ自動車アルバルクから移籍してきた桜井良太がポイントガードに転向したことと、同じくトヨタから移籍のベテランシューター折茂武彦がいたことで出場機会に恵まれず、全35試合中27試合、先発で出場したのはわずか1試合だった。シーズン終了後退団。
2008年、bjリーグドラフトにて琉球ゴールデンキングスより全体3位指名を受け入団。2008-09レギュラーシーズン52試合中45試合に出場（うち先発出場が8試合）、プレイオフでは控え選手として全4試合出場し、bjリーグ優勝に貢献した。
2010年、11月に開幕する米国プロバスケットボール独立リーグABAに、同リーグへ日本から初参戦する静岡ジムラッツの一員として参戦する。菅原は06年のABAサンノゼ・スカイロケッツ以来、2度目の米国リーグ参戦となる。チームはロサンゼルスを本拠地に、11月中旬から来年2月まで公式戦20試合を行った。
2012年、琉球ゴールデンキングスに復帰。2012-13シーズンはレギュラーシーズン52試合のうち44試合に出場し、出場時間489分、1試合平均2.3得点を記録した。琉球との契約はこのシーズン限りで満了となり、次の2013-14シーズンは大阪エヴェッサに所属して46試合に出場した。2014年オフ、群馬クレインサンダーズに移籍しその後滋賀レイクスターズBリーグで2年間プレイとチームに貢献し、更に移籍という所で警察官に転職。警察官試験を合格し引退を選ぶ。2019年4月に兵庫県警察に採用され、同年4月10日に芦屋市内の警察学校に入校。入校式では宣誓を読み上げた

## 記録
| シーズン         | チーム | GP | GS | MPG  | FG%  | 3P%  | FT%  | RPG | APG | SPG | BPG | TO  | PPG |
| ---------------- | ------ | -- | -- | ---- | ---- | ---- | ---- | --- | --- | --- | --- | --- | --- |
| bjリーグ 2012-13 | 琉球   | 44 |    | 9.9  | .305 | .233 | .688 | 2.0 | 0.3 | 0.3 | 0.0 | 0.5 | 2.3 |
| bjリーグ 2013-14 | 大阪   | 46 |    | 24.3 | .401 | .302 | .896 | 3.0 | 1.6 | 0.9 | 0.0 | 1.4 | 8.5 |
| bjリーグ 2014-15 | 群馬   | 51 |    | 20.3 | .364 | .280 | .759 | 2.7 | 2.0 | 0.6 | 0.1 | 1.3 | 5.1 |
| bjリーグ 2015-16 | 群馬   | 41 |    | 14.6 | .415 | .288 | .833 | 2.1 | 0.9 | 0.7 | 0.0 | 0.8 | 4.1 |
| B2 2016-17       | 滋賀   |    |    |      |      |      |      |     |     |     |     |     |     |